# Mieczysław Bareja

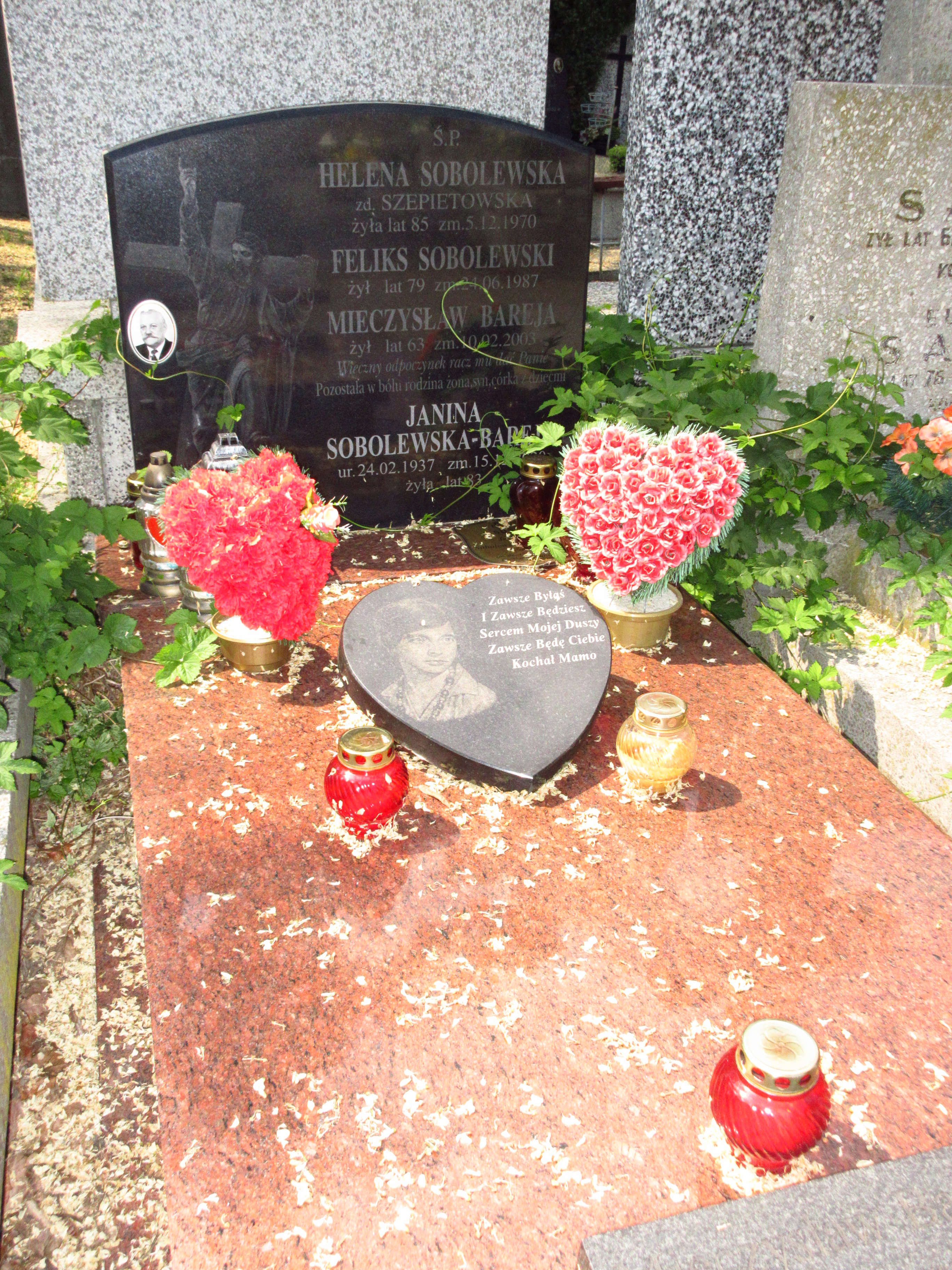
Grób Mieczysława Barei na Cmentarzu Bródnowskim.

Mieczysław Bareja (ur. 18 października 1939 w Siedlcach, zm. 10 lutego 2003) – polski prawnik, w 1994 prezydent miasta stołecznego Warszawy.

## Życiorys
Ukończył prawo na Uniwersytecie Warszawskim. Od 1963 pracownik wymiaru sprawiedliwości. W 1981 został wybrany na sekretarza Warszawskiego Komitetu Stronnictwa Demokratycznego, z ramienia którego bez powodzenia ubiegał się o mandat poselski w wyborach w 1989. Od 1990 był sędzią Sądu Apelacyjnego i wojewódzkim komisarzem wyborczym, w latach 1990–1997 w wyborach prezydenckich, parlamentarnych i w referendach ogólnopolskich każdorazowo był przewodniczącym Okręgowej Komisji Wyborczej w Warszawie.
5 października 1994 – w przeszło trzy miesiące po wyborach samorządowych – został wybrany na prezydenta Warszawy. Wyboru dokonała nieformalna koalicja: Prawicy Razem i SLD, która przetrwała kilka tygodni. 3 listopada, w obliczu grożącego zarządu komisarycznego (radni odrzucili proponowany przez niego skład wiceprezydentów), Mieczysław Bareja został odwołany z funkcji prezydenta. Tego samego dnia powstała nowa koalicja: Unii Wolności i Samorządności oraz SLD, która wybrała nowego prezydenta – Marcina Święcickiego.
W latach 90. Mieczysław Bareja był sędzią Sądu Lustracyjnego i został oskarżony o kłamstwo lustracyjne. Zmarł na atak serca 10 lutego 2003 w dniu rozprawy. Sąd uniewinnił go po śmierci. Pochowany na cmentarzu Bródnowskim w Warszawie (kwatera 68E-1-23).